# AI囲碁
AI囲碁（えーあいいご）は、コンピュータ囲碁のプログラム。アメリカのデビッド・フォットランド（David Fotland）により開発された思考エンジン「The Many Faces of Go（旧称Cosmos）」を利用し、日本のイーフロンティア（旧アスキーサムシンググッド→アイフォー）から販売されている。「AI囲碁Version17」（2008年）よりモンテカルロ法とのハイブリッド。廉価版は「AI囲碁GOLD」シリーズとなる。

## 足跡
- 1994年 ING杯世界コンピュータ囲碁大会 準優勝
- 1998年11月 ING杯世界コンピュータ囲碁大会 優勝
- 2001年3月 国際コンピュータ囲碁大会SG杯 準優勝
- 2002年7月 21世紀杯 優勝
- 2005年10月 世界コンピュータ囲碁大会 岐阜チャレンジ2005 準優勝
- 2008年 コンピュータオリンピアード碁（19路）部門 優勝
- 2008年 UEC杯コンピュータ囲碁大会 3位

## シリーズ

### アスキーサムシンググッド
AI囲碁2（1990年2月発売）
AI囲碁3（1990年11月1日発売）
AI囲碁4（1993年1月発売）
AI囲碁5（1996年発売）
AI囲碁6（1997年7月6日発売）
AI囲碁7（1998年9月25日発売）

### アイフォー
AI囲碁2000（1999年7月2日発売）
AI囲碁2001（2000年7月7日発売）
AI囲碁2001 for Macintosh（2000年8月25日発売）
AI囲碁2002（2001年7月13日発売）
AI囲碁2003（2002年6月21日発売）
- 別ウインドウで着手を試せる「シミュレーション機能」搭載

AI囲碁2003 2+Network for Windows（2002年11月29日発売）
- 2002年度21世紀杯優勝を記念して発売

AI囲碁2004（2003年6月27日発売）
AI囲碁Version14（2005年2月25日発売）
- 対局中の形勢をグラフで表示する「形勢グラフ機能」を搭載

### イーフロンティア
AI囲碁 Online Edition（2004年10月22日発売）
- 廉価版

AI囲碁Version15（2005年12月9日）
AI囲碁GOLD（2006年1月27日発売）
AI囲碁Version15 [Windows Vista対応版]（2007年4月6日発売）
- 3000本限定廉価版

AI囲碁GOLD 2（2007年9月7日発売）
- AI囲碁Version15[Windows Vista対応版]をもとに、思考ルーチンのレベルを「強い」までに制限、「形勢グラフ機能」「シミュレーション機能」「インターネット通信対局」などの機能を削除

AI囲碁Version16（2008年2月22日発売）
- 次の一手の候補を3種類まで表示する「ヒント機能」搭載
- 自己学習機能搭載

AI囲碁Version17（2008年12月5日発売）
- モンテカルロ法採用
- 定石のアドバイスをする「定石・布石機能」搭載
- マルチスレッド対応

USBを挿すだけで使える AI囲碁GOLD 2（2009年7月3日発売）
AI囲碁Version18（2009年11月27日発売）
AI囲碁GOLD 3（2010年3月19日発売）
AI囲碁Version19（2011年4月1日発売）
AI囲碁GOLD 4 Windows 10対応版 （2015年10月30日発売）
- Windows 10に正式対応。内容は「AI囲碁GOLD 3」と同一。

AI囲碁 Version 20 Windows 10対応版 （2015年11月27日発売）
- Windows 10に正式対応。内容は「AI囲碁Version19」と同一。

### サイバーフロント
PCゲームBestシリーズVol.10 デビッドフォットランドのAI囲碁6（1999年8月6日発売）
- AI囲碁6の廉価版

PCゲームBestシリーズVol.56 みんなで対戦!デビッドフォットランドのAI囲碁6（2001年7月6日発売）
- ネットワーク対戦対応版

PCゲームBESTシリーズVol.73 AI囲碁BEST（2002年9月6日発売）
- AI囲碁2000の廉価版

PCゲームBESTシリーズメガヒットVol.6 デビッドフォットランドのAI囲碁6（2003年1月31日発売）
MACゲームBestシリーズVol.4 デビッドフォットランドのAI囲碁6（2004年4月14日発売）
- AI囲碁6のマッキントッシュ用廉価版

PCゲームBESTシリーズメガヒットVol.16 AI囲碁BEST（2004年5月20日発売）
PCゲームBestシリーズプラチナセレクション AI囲碁6（2004年8月6日発売）

### メディアカイト
新撰1480 AI囲碁（2004年1月16日発売）
- 「シミュレーション機能」搭載

### BBソフトサービス
SoftBank SELECTION AI囲碁GOLD 2（2007年11月30日発売）
- AI囲碁Version15[Windows Vista対応版]をもとに、思考ルーチンのレベルを「強い」までに制限、「形勢グラフ機能」「シミュレーション機能」「インターネット通信対局」などの機能を削除

## ゲーム機用
- いつでもどこでもできる囲碁 AI囲碁DS（2006年2月23日発売）ニンテンドーDS
- AI囲碁（2004年12月30日）PlayStation Portable